# Paramorsimus robustus
Paramorsimus robustus är en insektsart som först beskrevs av Brunner von Wattenwyl 1895.  Paramorsimus robustus ingår i släktet Paramorsimus och familjen vårtbitare. Inga underarter finns listade i Catalogue of Life.